# Theia lineolata
Theia lineolata är en insektsart som beskrevs av Brunner von Wattenwyl 1891. Theia lineolata ingår i släktet Theia och familjen vårtbitare. Inga underarter finns listade i Catalogue of Life.